# 781
781 (DCCLXXXI) fue un año común comenzado en lunes del calendario juliano, en vigor en aquella fecha.

## Acontecimientos
- Carlomagno unge a su hijo Carlomán (ahora renombrado como Pipino) como "rey de Italia" y es coronado por el papa Adriano I con la Corona de Hierro de Lombardía. Sus hermanos menores Carlos I es ungido rey de Aquitania y Ludovico Pío (con 3 años de edad) es nombrado sub-rey de Italia y Aquitania.[1]
- Carlomagno se reúne en Italia con Alcuino de York, misionero anglosajón, y lo invita a Aquisgrán, donde se convierte en asesor jefe de Carlomagno en asuntos religiosos y educativos (fecha aproximada).
- Carlomagno define el territorio papal (Estados Papales). Codifica las regiones donde el papa puede ser soberano temporal: el ducado de Roma es expandido a Rávena, Pentápolis, parte del ducado de Benevento, Toscana, Córcega y Lombardía.
- Yang Yan, estadista chino, se suicida luego de ser acusado de cohecho y corrupción. Realizó la reforma del sistema de impuestos a los campesinos, reduciendo el poder de las clases aristocráticas, y eliminando las propiedades libres de impuestos.
- Nestorianos en China construyen monasterios cristianos y erigen la estela nestoriana (fecha aproximada).
- 30 de abril: El Emperador Kōnin de Japón abdica el trono luego de 11 años de reinado, en favor de su hijo Kanmu.
- 31 de julio: Primera erupción histórica registrada del Monte Fuji en Japón.

## Nacimientos
- Íñigo Arista de Pamplona, primer rey de Pamplona (fecha discutida).
- Al-Muhasibi, teólogo y místico sufí.

## Fallecimientos
- Alchmund de Hexham, obispo de Hexham.
- Fergus mac Echdach, rey de Dalriada.
- Guo Ziyi, general de la dinastía Tang.
- Isonokami no Yakatsugu, noble japonés.
- Yang Yan, canciller de la dinastía Tang.
- Li Baochen, general chino del estado de Yan.